# Disaucus
Disaucus war ein antiker römischer Toreut (Metallbildner), der in der zweiten Hälfte des 1. Jahrhunderts wahrscheinlich in Niedergermanien tätig war.
Disaucus ist heute nur noch aufgrund eines Signaturstempels auf einem Bronzsieb bekannt. Dieses wurde in Nørre Broby in Dänemark bei Grabungen in einem Körpergrab gefunden. Es befindet sich heute im Nationalmuseum Kopenhagen.

## Einzelbelege
1. ↑  Inventarnummer 5230; Richard Petrovszky: Studien zu römischen Bronzegefäßen mit Meisterstempeln. Leidorf, Buch am Erlbach 1993, S. 256, Nr. D.03.01; CIL III. 2, 6017,12; CIL XIII. 3/2, 10036,51.

| Personendaten    | Personendaten                              |
| ---------------- | ------------------------------------------ |
| NAME             | Disaucus                                   |
| KURZBESCHREIBUNG | antiker römischer Toreut                   |
| GEBURTSDATUM     | 1. Jahrhundert v. Chr. oder 1. Jahrhundert |
| STERBEDATUM      | 1. Jahrhundert oder 2. Jahrhundert         |